# Sword Art Online: Infinity Moment
Sword Art Online: Infinity Moment (ソードアート・オンライン -インフィニティ・モーメント-, Sōdo Āto Onrain: Infiniti Mōmento) é um jogo baseado na série de light novels Sword Art Online. O jogo foi lançamento em edições regulares e limitadas no Japão em 14 de março de 2013 para PlayStation Portable. A sequência, Sword Art Online: Hollow Fragment para PlayStation Vita, possui o mesmo enredo alternativo.